# ری ویلیامز (بسکتبال)
ری ویلیامز (انگلیسی: Ray Williams; ۱۴ اکتبر ۱۹۵۴ – ۲۲ مارس ۲۰۱۳) بازیکن بسکتبال اهل ایالات متحده آمریکا بود. از باشگاه‌هایی که در آن بازی کرده‌است می‌توان به بروکلین نتس، ساکرامنتو کینگز، آتلانتا هاوکس، بوستون سلتیکس، نیویورک نیکس، و سن آنتونیو اسپرز اشاره کرد.